# Íñigo Peña
Íñigo Peña Arriola (Zumaia, 7 settembre 1990) è un canoista spagnolo di origine basca, campione d'europa a Plovdiv 2017 nel K4-1000 metri.

## Biografia
Ha rappresentato la Spagna ai Giochi olimpici estivi di Rio de Janeiro 2016 nella specialità del K4 1000 metri, dove ha concluso in quinta posizione in classifica con i connazionali Javier Hernanz, Rodrigo Germade e Óscar Carrera.

## Palmarès
| Anno | Manifestazione  | Sede              | Evento        | Risultato | Prestazione | Note |
| ---- | --------------- | ----------------- | ------------- | --------- | ----------- | ---- |
| 2015 | Europei         | Račice            | K4 1000m      | Bronzo    | 2'58"572    |      |
| 2016 | Giochi olimpici | Rio de Janeiro    | K4 1000 metri | 5°        | 3'06"768    |      |
| 2017 | Europei         | Plovdiv           | K2 1000m      | Bronzo    | 3'14"056    |      |
| 2017 | Europei         | Plovdiv           | K4 1000m      | Oro       | 2'54"374    |      |
| 2017 | Mondiali        | Račice            | K2 1000m      | 6°        | 3'12"797    |      |
| 2018 | Europei         | Belgrado          | K2 1000m      | Bronzo    | 3'06"750    |      |
| 2018 | Mondiali        | Montemor-o-Velho  | K2 1000m      | Argento   | 3'16"617    |      |
| 2018 | Mondiali        | Montemor-o-Velho  | K4 1000m      | Bronzo    | 2'59"341    |      |
| 2019 | Giochi europei  | Minsk             | K2 1000m      | 6°        | 3'20"215    |      |
| 2019 | Mondiali        | Seghedino         | K2 1000m      | Argento   | 3'21"79     |      |
| 2021 | Giochi olimpici | Tokyo             | K2 1000m      | 6°        | 3'10"138    |      |
| 2022 | Europei         | Monaco di Baviera | K2 1000m      | Argento   | 3'14"505    |      |
| 2022 | Europei         | Monaco di Baviera | K4 1000m      | Argento   | 2'53"627    |      |
| 2023 | Mondiali        | Duisburg          | K2 1000m      | Oro       | 3'11"512    |      |
| 2023 | Mondiali        | Duisburg          | K2 500m misto | Bronzo    | 1'33"912    |      |